# Complexo de Vaska

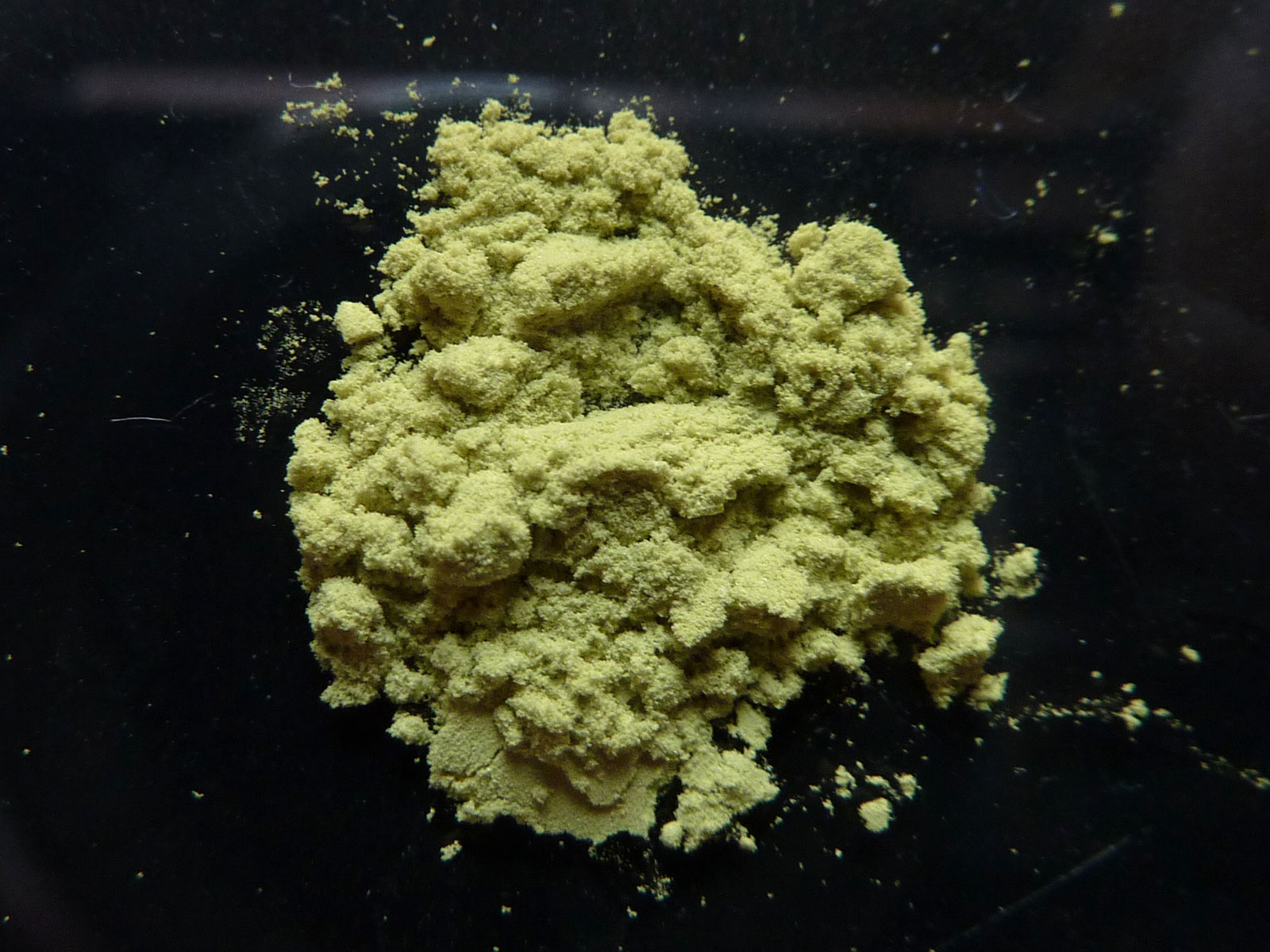
Complexo de Vaska

Complexo de Vaska é a denominação comum, amplamente aceite, do composto químico com a fórmula trans-[Ir(CO)Cl(PPh3)2]. É um composto que se caracteriza por uma ampla reactividade, e na época da sua descoberta mostrou-se inovador, ajudando a desenvolver novos conceitos básicos da química organometálica, especialmente a reacção de adição oxidativa. O nome é dado, também, a derivados deste complexo em que a ligação de cloreto é substituída por outros halogenetos ou pseudohaletos e a trifenilfosfina por outras fosfinas; todos são compostos por 16 electrões, d8, de Ir(I).

## Preparação
Foi casualmente descoberto ao estudar a reacção entre IrCl3 e PPh3 em diferentes alcoóis; o mecanismo pelo qual é produzido ainda não está bem estabelecido. A sintese consiste em tratar um sal de irídio, preferencialmente IrCl3•3H2O ou (NH4)2IrCl6 com trifenilfosfina em solventes oxigenados como o dietilenoglicol ou a dimetilformamida – que proporcionam a ligação CO – sob uma atmosfera de nitrogénio.;Obtém-se o complexo de Vaska, em forma de cristais amarelos, com um rendimento na ordem dos 80%. 

## Estrutura e reactividade
É um complexo plano-quadrado com as duas fosfinas em trans, com as lardagens de ligação seguintes: Ir-Cl: 2.306 Å; Ir-C: 1.74 Å; Ir-P: 2.313 Å; os principais ângulos de ligação são: Cl-Ir-C; 171.8º; Cl-Ir-P: 93.58º; C-Ir-P:90.2º. A frequência de vibração do CO é de 1965 cm-1.
Uma das principais características deste complexo que o torna peculiar, e possivelmente explica a popularidade do seu nome trivial, é a elevada reactividade. Assim, o complexo de Vaska foi um dos primeiros compostos que permitiu o estudo das reacções de adição oxidante, que consiste na adição de um reagente AB a um complexo de um metal de transição, produzindo um aumento dos números de coordenação e de oxidação, que de maneira geral se representa por: 
	MLn + AB → LnM(A)(B)
A reacção inversa, denomina-se de eliminação reductora, e as duas são reacções tipos para interpretar os processos de catálise, em particular os de fase homogénea.
O complexo de Vaska é um composto plano-quadrado de Ir(I) e portanto de 16 electrõess, situação que favorece a adição oxidante, já que formar-se-ão, em princípio, compostos hexacoordinados octaédricos de Ir(III), de 18 electrõess, 

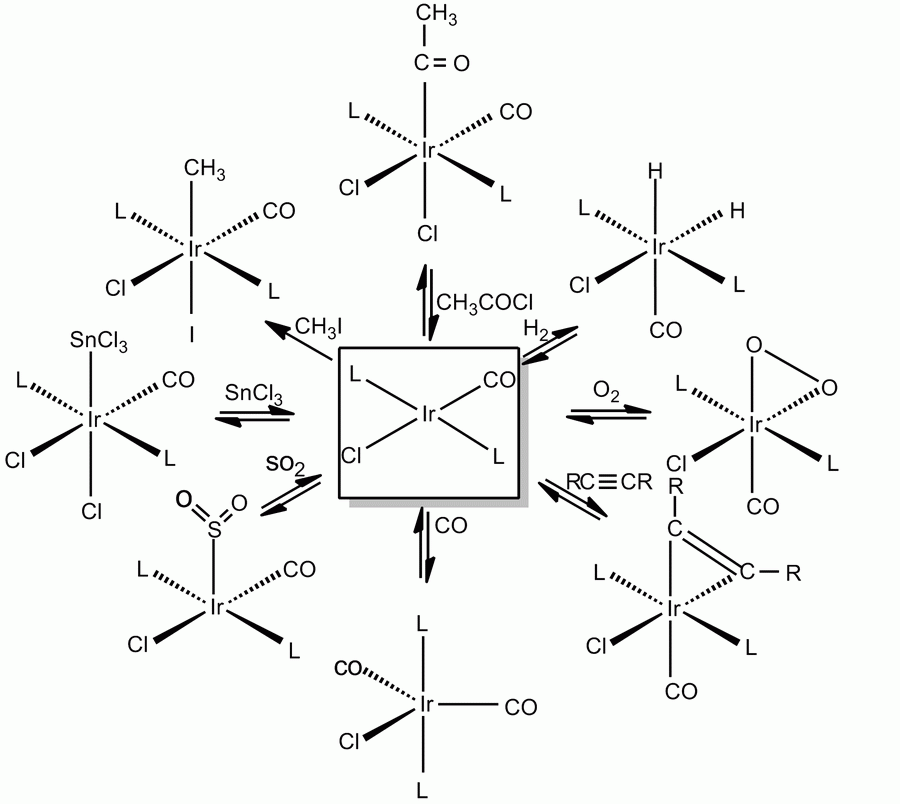
Reacções do complexo de Vaska

[IrCl(CO)(PPh3)2] + AB → [IrCl(A)(B)(CO)(PPh3)2]